# FC Bulle
El FC Bulle es un club de fútbol suizo de la ciudad de Bulle. Fue fundado en 1910 y se desempeña en la 2. Liga.

## Jugadores

### Antiguos jugadores
- Francis Sampedro